# Alan Gregov
Alan Gregov, född 1 april 1970 i Zadar, Kroatien (dåvarande Jugoslavien), är en kroatisk basketspelare som tog OS-silver 1992 i Barcelona. Detta var första gången som Kroatien deltog som självständig nation. Han var även med och tog bronsi basket-VM 1994 och vann brons i Europamästerskapet 1993.